# Teocaltiche
Teocaltiche är en ort i Mexiko.   Den ligger i kommunen Teocaltiche och delstaten Jalisco, i den centrala delen av landet, 400 km nordväst om huvudstaden Mexico City. Teocaltiche ligger 1 738 meter över havet och antalet invånare är 22 646.
Terrängen runt Teocaltiche är en högslätt. Runt Teocaltiche är det ganska glesbefolkat, med 42 invånare per kvadratkilometer. Teocaltiche är det största samhället i trakten. I omgivningarna runt Teocaltiche växer huvudsakligen savannskog.